# Ivan Löbl
Ivan Löbl (* 20. května 1937 Bratislava) je švýcarský entomolog a koleopterolog slovenského původu, významný specialista na brouky (Coleoptera). Autor objevu a popisu více než 1500 nových druhů.

## Život
Narodil se 20. května 1937 v Bratislavě do rodiny slovenského ekonoma a levicového intelektuála Eugena Löbla a jeho ženy Fritzi rozené König, která svatbou ztratila rakouského občanství a přijala československé. V roce 1939 rodina emigrovala před nacismem do Spojeného království (otec emigroval přes Polsko, Ivan s matkou přes italský Terst). Z počátku žila rodina v Londýně, kde jeho otec působil v organizaci na pomoc československým uprchlíkům Czech Refugee Trust Fund. Po zahájení bombardování Londýna během bitvy o Británii byl s dalšími dětmi československých emigrantů umístěn do internátu mimo Londýn. V roce 1943 se jeho otec stal poradcem ministra zahraničí československé exilové vlády Jana Masaryka pro ekonomiku a záležitosti UNRRA.
Po válce se s rodiči vrátil do Československa, kde se jeho otec stal náměstkem ministra zahraničního obchodu. Rodina žila v Praze-Bubenči. V listopadu 1949 zatkla Státní bezpečnost oba jeho rodiče. Otce obvinila ze špionáže a sabotáže na ministerstvu zahraničního obchodu, matku drželi vyšetřovatelé StB ve vazbě bez obvinění. O dvanáctiletého Ivana se starala v Bratislavě otcova sestra, v dubnu 1950 ho Státní bezpečnost převezla do dětského domova v Praze, kde byl do propuštění matky z vazby v květnu 1950. Poté je Státní bezpečnost vystěhovala z Prahy do Dvora Králové, kde žili pod dohledem příslušníků StB.
O svém otci neměl žádnou informaci až do doby, když začal v listopadu 1952 proces s takzvaným protistátním spikleneckým centrem Rudolfa Slánského, do kterého byl Eugen Löbl zařazen. Dne 27. listopadu 1952 patřil mezi tři obžalované, kteří si na závěr procesu vyslechli rozsudek k doživotnímu trestu. Zbývajících jedenáct obžalovaných bylo odsouzeno k smrti.
Po skončení povinné školní docházky pracoval od roku 1952 do roku 1954 jako dělník v textilních továrnách Juta a Tiba Vorlech ve Dvoře Králové. Od léta 1954 do léta 1955 žil s matkou v Hradci Králové, kde pracoval jako pomocný dělník ve Fotochemě. V létě 1955 dostali povolení přestěhovat se do Bratislavy, kde v roce 1957 odmaturoval na Jedenáctileté střední škole v Krasňanech. Po maturitě zůstal téměř dva roky bez zaměstnání, protože si ho nikde netroufli zaměstnat kvůli uvězněnému otci. Od roku 1959 do roku 1962 pracoval jako preparátor v Okresním muzeu v Trnavě. Jeho vedoucím byl známý ichtyolog Juraj Holčík, žák Oty Olivy. Během zaměstnání v Krajském muzeum v Trnavě si odsloužil základní vojenskou službu.
V roce 1962 začal dálkově studovat na Přírodovědecké fakultě Univerzity Komenského v Bratislavě, kde v roce 1968 získal doktorát přírodních věd. V době vysokoškolských studií pracoval jako asistent v Entomologickém oddělení Slovenského národního muzea v Bratislavě. V srpnu 1966 se oženil s Danielou Bazalovou, bývalou pracovnicí Slovenského národního muzea, s níž má dva syny Igora (*1967 v Bratislavě) a Daniela (*1969 v Ženevě).
Po vstupu vojsk Varšavské smlouvy do Československa v srpnu 1968 spolu s celou rodinou emigroval do Rakouska a poté do Švýcarska, kde se stal vědeckým pracovníkem v entomologickém oddělení Přírodovědného muzea v Ženevě. V roce 1992 byl jmenován kurátorem a vedoucím katedry entomologie a tuto pozici zastával až do odchodu do důchodu v roce 1999. 
Od té doby se věnuje taxonomickému výzkumu, spolu s Alešem Smetanou pracoval na souhrnném osmidílném katalogu palearktických brouků Catalogue of Palaearctic Coleoptera, který je považován za „nejpoužívanější referenční dílo o broucích 21. století“.  

## Entomolog
O hmyz se začal zajímat v dětství a ve dvanácti letech začal sbírat brouky a motýly. Velký vliv na něj mělo jeho seznámení v Hradci Králové s entomologem Alešem Smetanou, od kterého dostal první odborná doporučení a s nímž podnikl mnoho exkurzí po celém Československu. V 50. letech byli jeho dalšími učiteli Jan Roubal, Jan Obenberger, Vladimír Balthasar a další slavní entomologové. V roce 1955 se stal členem Československé entomologické společnosti, přičemž původní členský průkaz číslo 388 stále ještě vlastní.
Zpočátku se jeho zájem zaměřoval na brouky Československa a faunistiku, od roku 1959 převládl zájem o čeleď Pselaphinae a později o podčeleď Scaphidiidae (dnes jsou obě tyto skupiny řazeny jako podčeledi drabčíkovitých (Staphylinidae)). Za brouky a poznáním přírody procestoval téměř všechny země střední a jižní Evropy s výjimkou Albánie, dále brouky poznával v Alžírsku (1988), Egyptě (1966), Pobřeží slonoviny (1977), Izraeli (1973, 1981), Turecku (1975, 1976, 1978 a 1986), Pákistánu (1983), Srí Lance (1970), Indii (1972,1978 a 1979), Nepálu (1981, 1983 a 1984), Thajsku (1985 a 2002), Indonésii (1989, 1991), Malajsii (1987, 1993, 1994, 1999 a 2001), Filipínách (1995), Japonsku (1980), Nové Kaledonii (1997, 1998), Spojených státech amerických (1977, 1988) a Kanadě (1977, 1988).
Výsledkem jeho bádání je přes tři sta vědeckých taxonomických a nomenklatorických publikací včetně několika monografií, řada faunistických příspěvků a prací týkajících se problematiky současné taxonomie. Jeho studie vedly k objevu několika tisíc dříve neznámých druhů. 
Podle Ivana Löbla je pojmenováno 14 rodů (například Loeblia), přes 380 druhů a poddruhů (například Abraeus loebli) a jedna podčeleď Loebliorylinae.
Přes dvacet let intenzivně pracuje s Alešem Smetanou jako spoluautor a spolueditor souhrnném katalogu palearktických brouků Catalogue of Palaearctic Coleoptera. Dokončených osm dílů obsahuje přibližně 200 000 taxonomických jmen a pro jména druhové a rodové úrovně jejich úplné primární reference. Díly 1, 2, 3 a 5 vyšly v novém, doplněném vydání.
V roce 1964 založil a do roku 1968 byl redaktorem vědeckého časopisu Annotationes zoologicae et botanicae vydávaným v Bratislavě a od roku 1992 do roku 1999 byl členem redakční rady vědeckého časopisu vydávaného Přírodovědným muzeem v Ženevě Revue suisse de zoologie.

## Ocenění
V roce 1982 dostal zvláštní ocenění od Švýcarské entomologické společnosti za práci Les Scaphidiidae (Coleoptera) de la Nouvelle-Calédonie. V roce 2007 mu udělilo Symposium Internationale Entomofaunisticum Europae Centralis (SIEEC) ocenění za práci na zmiňovaném katalogu Catalogue of Palaearctic Coleoptera. V únoru roku 2008 byl zvolen čestným členem České společnosti entomologické. V březnu 2008 byl zvolen čestným členem Švýcarské společnosti entomologické a v listopadu téhož roku čestným členem Slovenské zoologické společnosti. V roce 2016 byl zvolen čestným členem Sdružení koleopterologů Vídně. V roce 2021 mu Česká entomologická společnost udělila ocenění za celoživotní práci. 